# 佐原喜三郎
佐原 喜三郎（さわら の きさぶろう、文化3年（1806年） - 弘化2年6月3日（1845年7月7日））は、江戸時代後期の侠客である。本名、本郷喜三郎。法名、朝日象現。

## 生涯
文化3年（1806年）、下総国香取郡佐原村（現在の千葉県香取市佐原）の百姓、本郷武右衛門の子として生まれる。武右衛門の3人の子供のうち、唯一の男子だった。武右衛門は、耕地30町歩、小作米600俵といわれた大身代であった。
天保7年（1836年）、29歳の時、芝山（現在の山武郡芝山町）の博徒仁三郎を殺した。原因は、渡世上の争いとも、女絡みともされる。同年2月21日に逮捕され、5月25日、勘定奉行によって遠島の沙汰が下り、10月10日に島送りになり、三宅島で風待ちの後、天保8年（1837年）5月、八丈島に到着した。島に着いた喜三郎は、虚無僧となって恵みを受けて命をつないだ。乞食同然の暮らしぶりだったとされる。
天保9年（1838年）7月3日、喜三郎は吉原の遊女花鳥他5名を伴に島を脱出する。島を後にしてから翌日までは順調だったものの、大島と三宅島の間に差し掛かると、風向きが変わり激しい時化に見舞われ帆柱を破損しながら困難な航海を続け、9日には鹿島荒野浜に到着した。その後喜三郎は花鳥を連れ鹿島神宮に参詣したのち、13日には密かに佐原に帰った。
家に帰ってみると父は重病であったが、思わぬ喜三郎の来訪に涙を流して喜んだ。しかしまもなく佐原の町にも、喜三郎の島抜けの噂が伝わり、子分が面会を求めたりするなど、潜伏しづらい状況となっていた。そして7月22日には花鳥をつれて佐原を離れ、江戸に向かった（翌月1日に武右衛門は死去している）。
翌23日、江戸に着いた喜三郎は、花鳥と伴に浜町に潜伏したものの、同年10月3日に捕まった。伝を頼り、下関に向かう途中だったともされる。その後、花鳥は死罪になったものの、蔵前の札差から金が差入れられた事が功を奏してか喜三郎は永牢となり、牢名主を務めた。この間著書「朝日逆島記」を著し幕閣に提出したことが評価され、弘化2年（1845年）江戸十里四方追放に減刑。5月9日釈放されるも、長年の牢暮らしで病に罹り翌月3日、39歳で死去。江戸で火葬にふされ、遺灰だけが佐原に戻ってきたとされる。墓所は千葉県香取市の法界寺。

## 人物
- 喜三郎は細面で鼻筋が通った美男子だったという。
- 義太夫や小唄が上手く、獄中で著書を著していることなどから、侠客ながらすぐれた教養人であったとされる。
- 当時、渡世人は大多数が人別帳から除外され、無宿人の身分だったが、喜三郎の父は、農民籍を抜かなかった。それにより、入獄時も無宿牢ではなく百姓牢に入れられた。

## 著書
- 朝日逆島記